# Henley-on-Thames

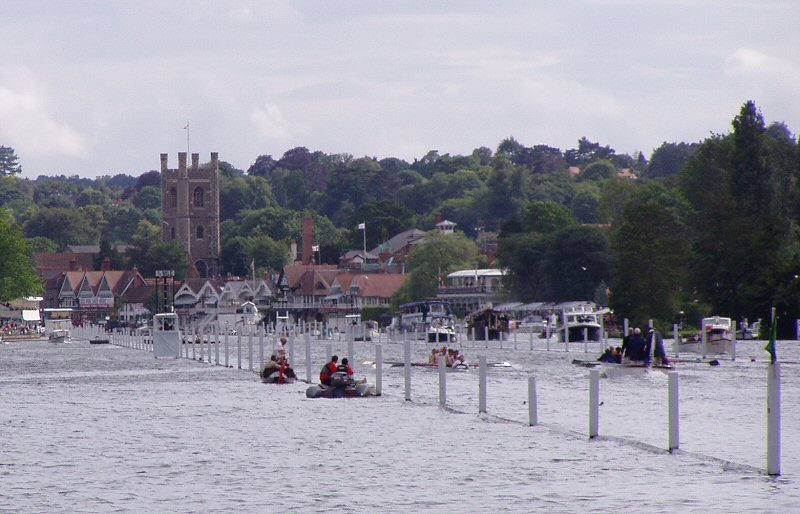
Henley under regattaveckan i början av juli.

Henley-on-Thames (ofta enbart: Henley, engelskt uttal: [ˈhɛnlɪ-ɒn-tɛmz] lyssna (fil)) är en stad och civil parish i grevskapet Oxfordshire i England. Staden ligger i distriktet South Oxfordshire vid floden Themsen, cirka 34 kilometer sydost om Oxford och cirka 10 kilometer nordost om Reading. Tätorten (built-up area) hade 11 494 invånare vid folkräkningen år 2011. Staden är välkänd för sina gamla byggnader, varav några härrör från så tidigt som 1300-talet.
Staden är ofta förknippad med rodd, dels på grund av sina många roddklubbar och dels på grund av den mycket traditionsrika regattan, The Henley Royal Regatta, som hålls varje år i början av juli månad. Detta evenemang med sina många roddtävlingar på Themsen drar till sig många inom den brittiska societeten och kan sägas vara roddsportens motsvarighet till hästkapplöpningarnas Ascot.
I anslutning till staden ligger godset Friar Park som uppfördes 1889 i viktoriansk nygotisk stil. Senare fungerade godset under en tid som nunnekloster (ordet Friar betyder dock munkbroder på engelska). Friar Park köptes 1970 av den tidigare Beatlesmedlemmen George Harrison, strax efter att gruppen splittrats. Han bodde där med sin familj fram till sin död år 2001.
Henley-on-Thames inhyser Henley Business School, University of Reading. I staden fanns på 1600-talet en glashytta ägd av Glassellers Company, där glasblåsaren George Ravenscraft och en italienare vid namn da Costa skulle utföra glasexperiment. De blandade i flinta i glasmassan men med för mycket alkali, så att glasen blev glassjuka. Dessa glas kallade han flintglas. Därpå bytte han ut flintan mot sand vilket var mycket lyckat och blyglaset var uppfunnet. Dessa glas kallas idag kristallglas.